# Sava (Band)
Sava ist ein Folkmusikprojekt von Birgit Muggenthaler-Schmack und Oliver Pade, welches 2004 als Kooperation zwischen den beiden Folkmusikern von Schandmaul und Faun begründet wurde und seit 2009 auch live auftritt.

## Geschichte
Das am 22. November 2004 erschienene Debütalbum Aire beinhaltet größtenteils neu komponierte Folkmusik mit Dudelsack, Whistle, Flöte, Harfe, Drehleier, Cister, Nyckelharpa, Maultrommel, Geige und weiterem, oft historischem Instrumentarium. Neben reinen Instrumentalstücken behandeln die mit Gesang versehenen Stücke naturmythische Stimmungen und Sagen verschiedener, oft ursprünglich keltischer Musiktraditionen. Zum zweiten Album Metamorphosis, das am 7. November 2008 veröffentlicht wurde, zog sich Oliver Pade aus zeitlichen Gründen weitgehend aus der Komposition zurück, blieb im Studio neben anderen Gästen aber ein wichtiger Partner Muggenthaler-Schmacks für Saiteninstrumente. Diese lenkte das Folkprojekt auch durch die Bearbeitung von Originaltexten stärker in Richtung Alter Musik als zuvor. Am 25. Mai 2012 erschien das dritte Album Labyrinth, an dem Oliver Pade nicht mehr beteiligt war.
Sava zeichnet sich heute durch vergleichsweise stark strukturierte, größtenteils von Muggenthaler-Schmack neukomponierte Stücke zwar mit Elementen alter Musik, aber primär in Folktraditionen der britischen Inseln, Frankreichs, Skandinaviens und Spaniens aus.
Birgit Muggenthaler-Schmack ist das einzige feste Bandmitglied von Sava. Sie tritt jedoch seit 2009 mit einer aus vier weiteren Musikern aus der Region Regensburg bestehenden Liveband auf, unter anderem als Vorband von Schandmaul. Live-Schlagzeuger Benjamin Kroll ist zugleich Schlagzeuger der Band Zwielicht.

## Diskografie
- 2004: Aire (Curzweyhl, Rough Trade)
- 2008: Metamorphosis (Banshee Records, Alive)
- 2012: Labyrinth (Banshee Records, Alive)